# Hecznarowice
Hecznarowice (wil. Hylciadüf) – wieś w Polsce położona w województwie śląskim, w powiecie bielskim, w gminie Wilamowice. Powierzchnia sołectwa wynosi 828 ha a liczba ludności 2374 (2009), co daje gęstość zaludnienia równą 286,7 os./km².

## Położenie i środowisko naturalne
Miejscowość jest usytuowana w dolinie Pisarzówki, w pobliżu Soły. Obecnie Hecznarowice należą do grupy gmin, które wchodzą w skład Euroregionu Beskidy.
Część południowo-zachodnia pokryta jest lasem świerkowo-sosnowym i mieszanym, natomiast wzdłuż Soły rozciągają się lasy lęgowe oraz lasy wierzbowo-topolowe z wierzbą kruchą i białą, a także z domieszką topoli. Tereny te stanowią atrakcję zarówno dla myśliwych, jak i wędkarzy, których nie tylko przyciąga rzeka, lecz też liczne w tym rejonie stawy rybne. Rejon przyciąga również wielu koneserów zbierania grzybów.

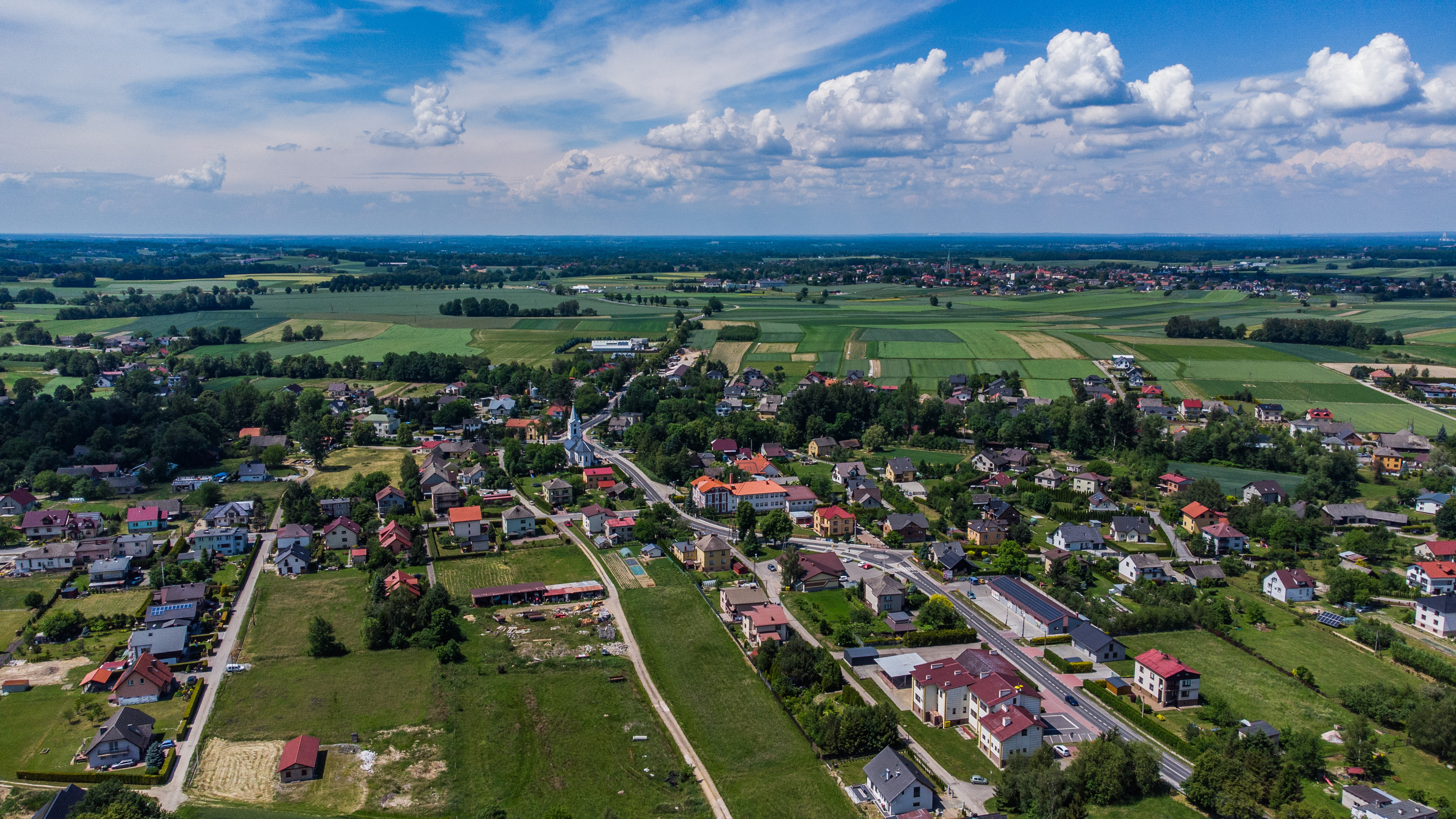
Hecznarowice z lotu ptaka

## Nazwa
Nazwa Hecznarowice to nazwa patronimiczna od imienia Halcznar lub Helcznar, domniemanego założyciela. Pierwsze wzmianki pochodzą z 1454 (Hekcznarovicze), 1457 (Helcznarowice, w dokumencie sprzedaży księstwa oświęcimskiego Koronie Polskiej wystawionym przez Jana IV oświęcimskiego 21 lutego 1457), 1476 (Hecnarowice). Oświęcimskie księgi sądowe podają czeską nazwę Halčnarovice. W XVI wieku wzmianki głównie w postaci Hecznarowice, ale też Elcznarowicze lub Elssnarowicze.
Jan Nepomucen Gąntkowski w książce poświęconej księstwu oświęcimskiemu Rys dziejów księstwa oświęcimskiego i zatorskiego wydanej we Lwowie w 1867 podaje dwie nazwy Hełcznarowice oraz Hecnarowice.
Nazwę można uznać, podobnie jak nazwę Wilamowice, za genetycznie niemiecką, pomimo że zawsze zakończona była typowo polską patronimiczną końcówką -(ow)ice.

## Historia
Hecznarowice powstały najwcześniej w XIII wieku w skutej planowej kolonizacji, na co wskazuje łanowy układ pól wzdłuż osi Pisarzówki, miejscowo zwanej Hecznarówką. Od początku podległe były parafii w Pisarzowicach i być może stanowiły też część tej wsi do usamodzielnienia się. W okresie powstawania znajdowała się więc w granicach śląskich księstw, być może opolsko-raciborskiego lub cieszyńskiego, na pewno oświęcimskiego, kiedy to silne w okolicy było osadnictwo niemieckie. Nazwa miejscowości jest nie mniej genetycznie niemiecka niż nazwa Wilamowic, za przynależnością do bielsko-bialskiej wyspy językowej przemawia też imię pierwszego proboszcza parafii w Pisarzowicach — Willielmus.  
W 1564 roku wraz z całym księstwem oświęcimskim i zatorskim leżała w granicach Korony Królestwa Polskiego, znajdowała się w województwie krakowskim w powiecie śląskim. Po unii lubelskiej w 1569 księstwo Oświęcimia i Zatora stało się częścią Rzeczypospolitej Obojga Narodów w granicach, której pozostawało do I rozbioru Polski w 1772. Po rozbiorach Polski miejscowość znalazła się w zaborze austriackim i leżała w granicach Austrii, wchodząc w skład Królestwa Galicji i Lodomerii. W 1918 roku tereny dawnego Księstwa Oświęcimskiego znalazły się w granicach odrodzonej Polski jako część województwa krakowskiego.
Od XV wieku aż do II wojny światowej miejscowość często zmieniała właścicieli, tak by w konsekwencji zostać rozparcelowaną.
W latach 1954–1961 wieś należała i była siedzibą władz gromady Hecznarowice, po jej zniesieniu w gromadzie Pisarzowice. W latach 1975–1998 miejscowość administracyjnie należała do województwa bielskiego. Od 1998 roku graniczą z województwem małopolskim.

## Religia
Na terenie wsi działalność duszpasterską prowadzi Kościół Rzymskokatolicki. Parafia św. Urbana powstała w 1911.